# Asterocampa celtis
Asterocampa celtis es una especie de lepidóptero de la familia Nymphalidae.

## Descripción
La parte superior de las alas es principalmente de color gris-marrón o marrón-naranja. La zona subterminal del ala anterior  tiene uno o dos ocelos, a veces con los centros de color azul. La parte inferior de las alas pueden ser de color gris claro o marrón. Las alas posteriores tienen una fila de color negro, amarillo con aros y ocelos centrada en azul.

## Hábitat
Asterocampa celtis puede verse cerca de los bordes del bosque, los arroyos cercanos, alrededor de los edificios, y cerca de la humedad y manchas de barro.
Los adultos no visitan las flores, pero se alimentan de fruta en descomposición, la savia de árboles, estiércol y cadáveres de animales.
Se encuentra en Norteamérica, en el este y centro del país y parte del sureste de Canadá.
Las plantas nutricias de esta especie pertenecen al género Celtis

## Subespecies
- Asterocampa celtis celtis;
- Asterocampa celtis alicia (Edwards, 1868)
- Asterocampa celtis antonia (Edwards, 1877)
- Asterocampa celtis reinthali Friedlander, 1987

## Galería

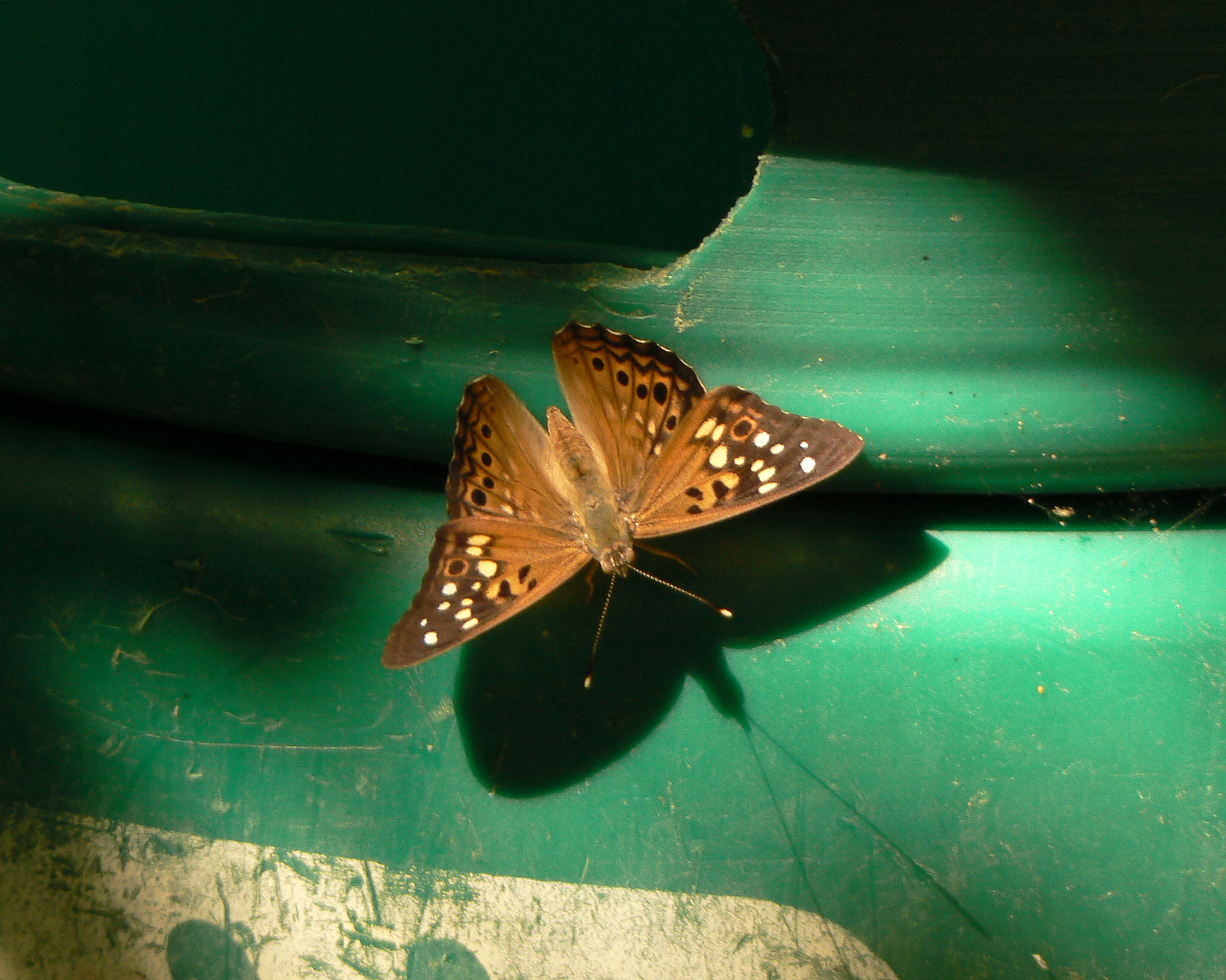
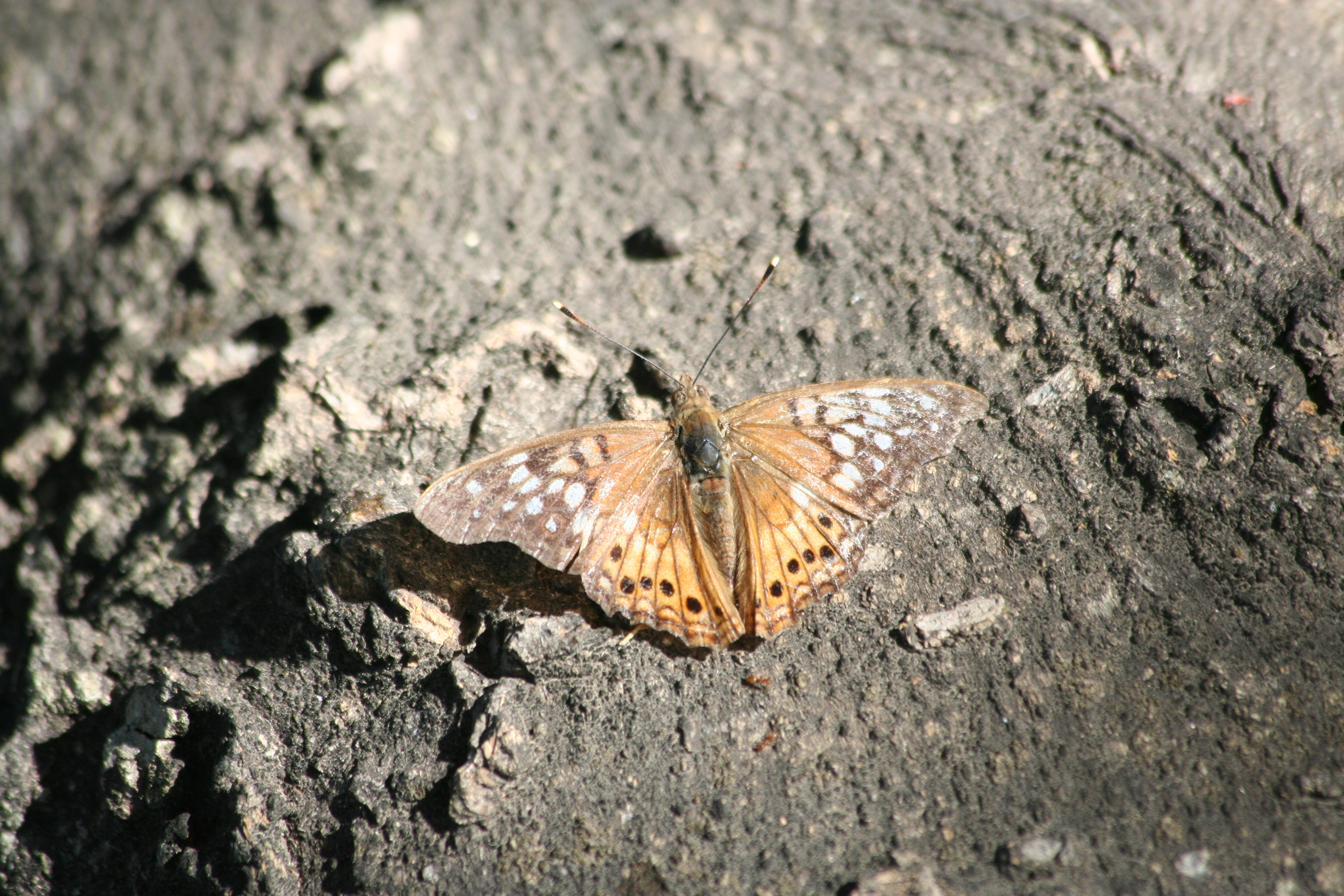
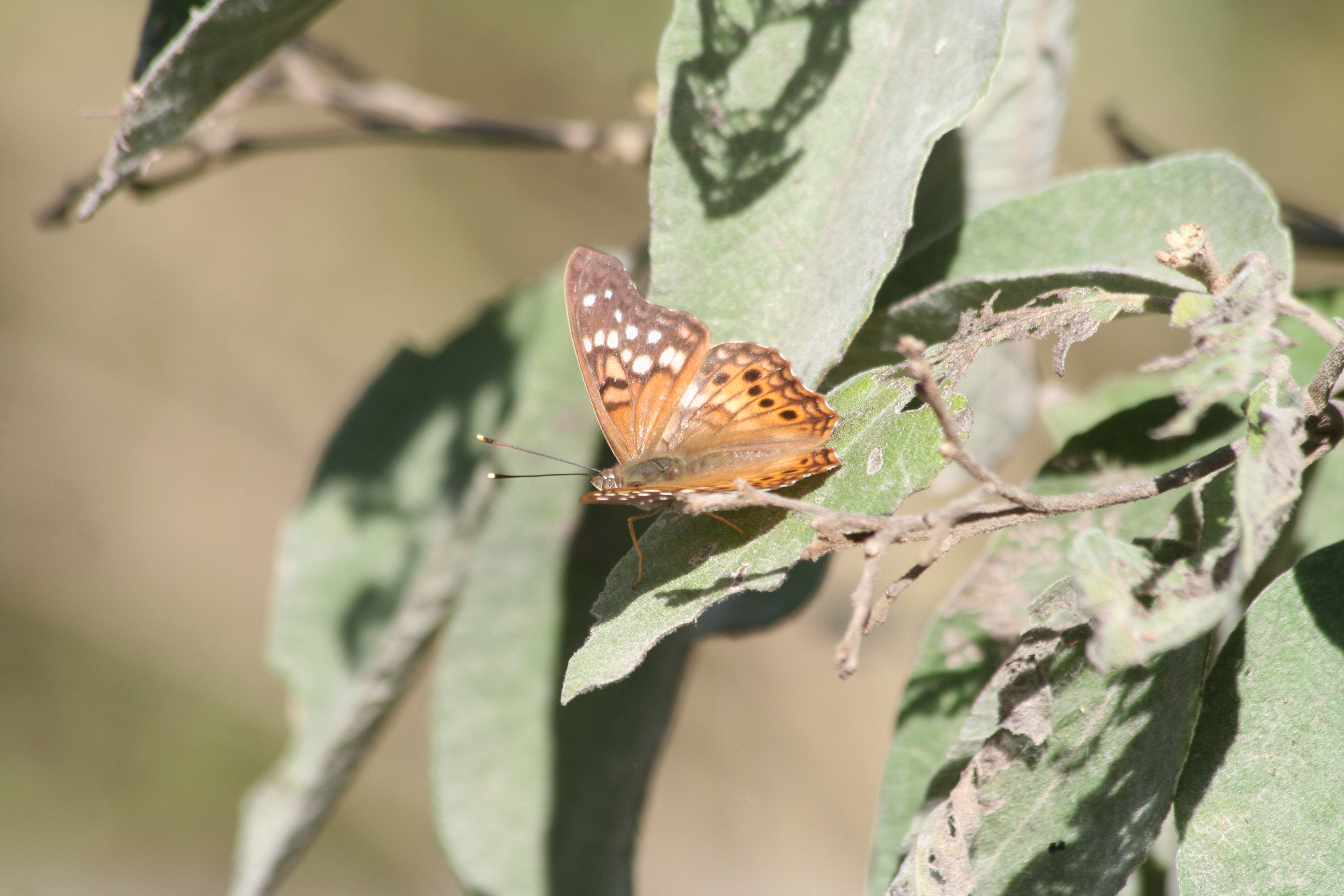
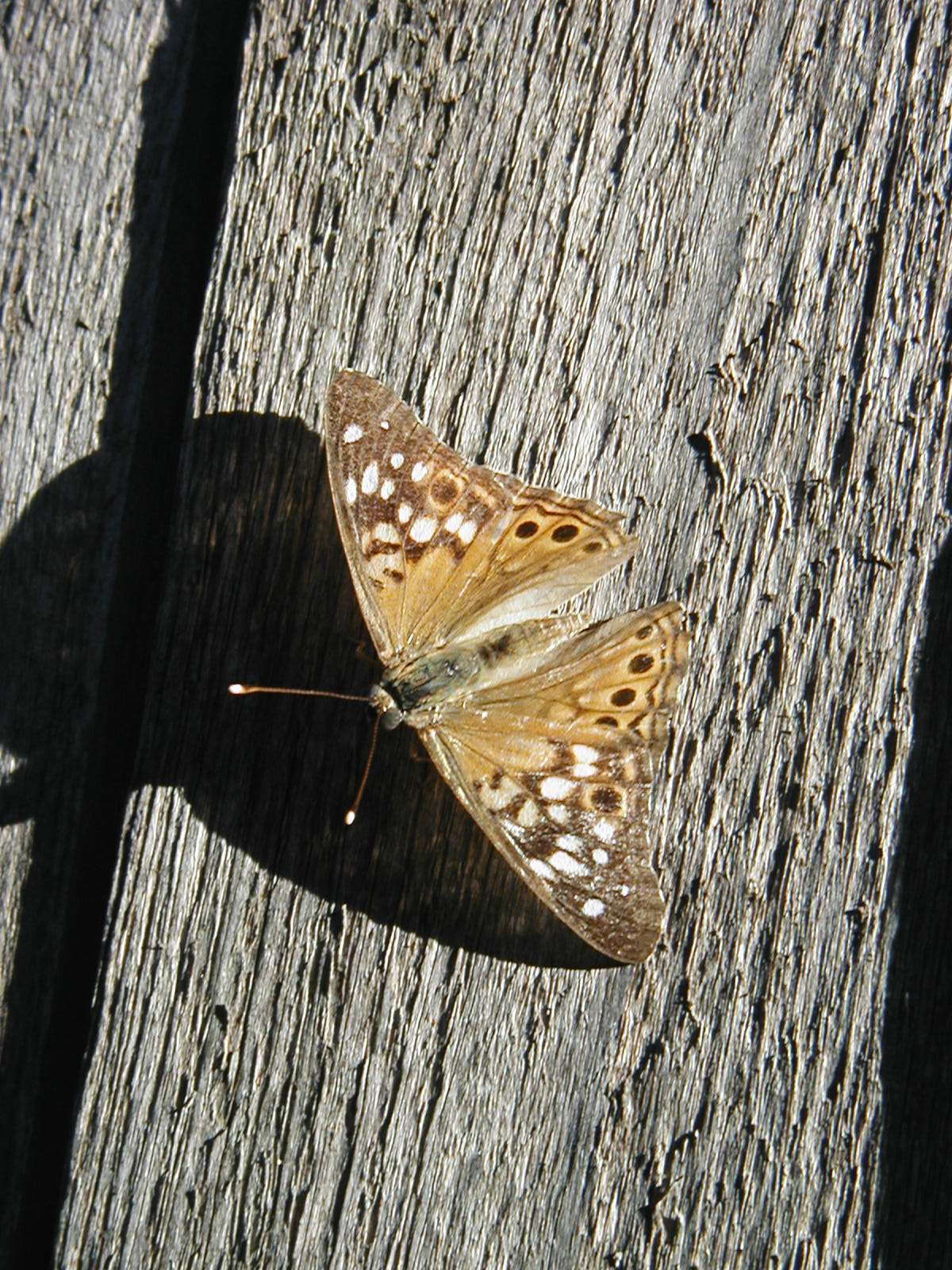
Denton, Texas
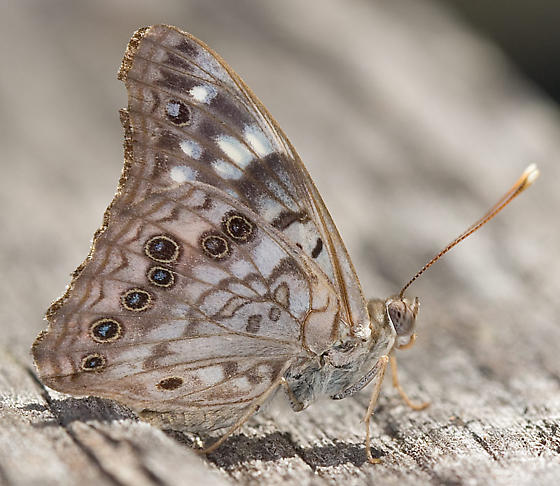